# Opération Waldrausch
Seconde Guerre mondiale
Batailles
Opérations anti-partisans en Croatie
L'opération Waldrausch  est une opération anti-partisans menée par les forces allemandes et croates du 3 au 14 janvier 1944 en Yougoslavie.

## But de l'opération
Cette opération, était destinée a dégager les troupes de partisans des voies de communication de Slavonski Brod à Konjić, dans le centre et l'ouest de la Bosnie, et dans le nord de la Dalmatie.
| \| Slavonski Brod Konjić \| |
| Slavonski Brod Konjić       |

## Forces en présence
Forces de l'Axe
 Reich allemand
- XV. Gebirgskorps
- LXIX. Armeekorps z.b.V.
- Grenadier-Regiment (mot.) 92
- Panzergrenadier-Lehr-Regiment 901

 Waffen-SS
- V. SS-Gebirgskorps

 État indépendant de Croatie
- 2e corps d'armée
- 3e corps d'armée
- Régiment de volontaire de la Garde nationale
- 5e brigade Oustachis[1]

Résistance
 Partisans
- 1er corps d'assaut prolétarien
- 5e corps d'assaut

## L'opération
Cette action, sous le commandement de 2. Panzerarmee initialisée en décembre 1943, était une entreprise d'envergure était plus une opération offensive qu'une opération anti-partisans.
Comme elle était considérable, elle a été subdivisée en plusieurs opérations distinctes nommées :
- « Opération Jajce »
- « Opération Napfkuchen »
- « Opération Brandfackel ».

Elle a été encore plus compliquée après la prise de Banja Luka par les partisans dans la nuit du 31 décembre 1943 au 1er janvier 1944, dont ils n'ont été expulsés que le 3 janvier 1944.
Plus d'informations peuvent être trouvées dans les opérations Jajce, Napfkuchen et Brandfackel.

## Bilan
En raison de sa taille, de son caractère déroutant et de l'absence de rapport après action, les rapports, très succincts, de l'opération Waldrausch indiquent seulement qu'elle a réussi à rouvrir les routes et les lignes de chemin de fer à l'ouest de la rivière Save jusqu'à la côte dalmate.